# Graveley (Cambridgeshire)
Pour les articles homonymes, voir Graveley.
Graveley est une paroisse civile et un village du Cambridgeshire, en Angleterre.